# Ганнівська сільська рада (Новоукраїнський район)
| Ганнівська сільська рада — орган місцевого самоврядування у Новоукраїнському районі Кіровоградської області з адміністративним центром у с. Ганнівка. Сільській раді були підпорядковані населені пункти: - с. Ганнівка - с. Громуха - с. Шутеньке - с. Юр'ївка |

## Склад ради
Рада складалася з 12 депутатів та голови.

### Керівний склад ради
| ПІБ                          | Основні відомості                                                       | Дата обрання | Дата звільнення |
| ---------------------------- | ----------------------------------------------------------------------- | ------------ | --------------- |
| Бобир Надія Михайлівна       | Сільський голова, 1956 року народження, освіта, позапартійна            | 26.03.2006   | 31.10.2010      |
| Колісник Віталій Миколайович | Сільський голова, 1979 року народження, освіта вища, безпартійний       | 31.10.2010   | 20.11.2020      |
| Гаразда Людмила Дмитрівна    | Сільська голова,1974 року народження,освіта вища, партія "Слуга народу" | 25.10.2020   |                 |

Примітка: таблиця складена за даними джерела

## Населення
Згідно з переписом УРСР 1989 року чисельність наявного населення села становила 1342 особи, з яких 609 чоловіків та 733 жінки.
За переписом населення України 2001 року в селі мешкали 684 особи.

### Мова
Розподіл населення за рідною мовою за даними перепису 2001 року:
| Мова       | Відсоток |
| ---------- | -------- |
| українська | 93,81 %  |
| молдовська | 2,95 %   |
| російська  | 2,95 %   |
| румунська  | 0,29 %   |